# Непротиворечивость
Непротиворечи́вость — свойство формальной системы, заключающееся в невыводимости из неё противоречия. Если отрицание какого-то предложения из системы может быть доказано в теории, то о самом предложении говорится, что оно опровержимо в ней. Непротиворечивость системы означает, что никакое предложение не может быть в ней и доказано, и вместе с тем опровергнуто. Требование непротиворечивости является обязательным требованием к научной и, в частности, логической теории. Противоречивая система заведомо несовершенна: наряду с истинными положениями она включает также ложные; в ней что-то одновременно и доказывается, и опровергается. Во многих системах имеет место закон Дунса Скота. В этих условиях доказуемость противоречия означает, что становится доказуемым любое утверждение.
Формальные системы, обладающие этим свойством, называются непротиворечивыми, или формально непротиворечивыми. В противном случае формальная система называется противоречивой, или несовместной.
Для широкого класса формальных систем, язык которых содержит знак отрицания, {\displaystyle \neg } эквивалентна свойству: «не существует такой формулы {\displaystyle \phi }, что {\displaystyle \phi } и {\displaystyle \neg \phi } обе доказуемы». Класс формул данной формальной системы называется непротиворечивым, если не всякая формула этой системы выводима из данного класса.
Формальная система называется содержательно непротиворечивой, если существует модель, в которой истинны все теоремы этой системы. Если формальная система содержательно непротиворечива, то она формально непротиворечива.
Для формальных систем, основанных на классическом исчислении предикатов, справедливо и обратное утверждение: в силу теоремы Гёделя о полноте классического исчисления предикатов, всякая такая непротиворечивая система имеет модель. Таким образом, один из способов доказательства непротиворечивости формальной системы состоит в построении модели.
Другой, так называемый метаматематический метод доказательства непротиворечивости, предложенный в начале XX в. Гильбертом, состоит в том, что утверждение о непротиворечивости некоторой формальной системы рассматривается как высказывание о доказательствах, возможных в этой системе. Теория, объектами которой являются произвольные математические доказательства, называется теорией доказательств, или метаматематикой. Примером применения метаматематического метода может служить предложенное Генценом доказательство непротиворечивости формальной системы арифметики.
Любое доказательство непротиворечивости использует средства той или иной математической теории, а потому лишь сводит вопрос о непротиворечивости одной теории к вопросу о непротиворечивости другой. При этом говорят также, что первая теория непротиворечива относительно второй теории. Большое значение имеет вторая теорема Гёделя, которая утверждает, что непротиворечивость формальной теории, содержащей арифметику, невозможно доказать с помощью средств самой рассматриваемой теории (при условии, что эта теория действительно непротиворечива).
Наличие логической противоречивости подрывает основу рассуждения, доказательства. теории, поскольку логическая противоречивость является ахиллесовой пятой неправильного рассуждения и учения. Установление логической противоречивости теории или концепции разрушает теорию или концепцию без каких-либо дальнейших аргументов их несостоятельности.